# 伊塞勒
伊塞勒（法語：Issel，法語發音：[isɛl] ⓘ）是法国奥德省的一个市镇，属于卡尔卡松区。

## 地理
伊塞勒（43°22'1"N, 1°59'24"E）面积17.66 平方千米，位于法国奧克西塔尼大區奥德省，该省份为法国南部沿海省份，北起塔恩省，西北接上加龙省，西接阿列日省，南至东比利牛斯省，东临地中海，东北与埃罗省接壤。
与伊塞勒接壤的市镇（或旧市镇、城区）包括：卡斯泰尔诺达里、拉贝塞德洛拉盖、佩朗、拉波马雷德、圣帕普勒、特雷维尔。

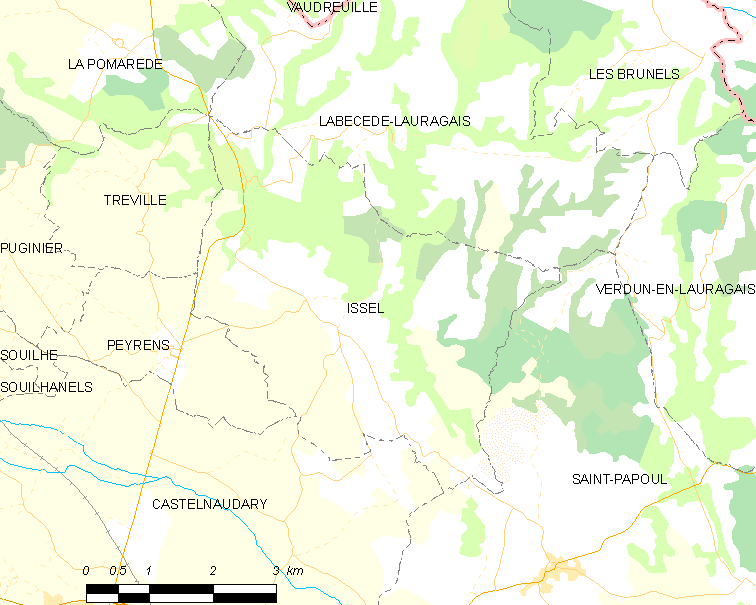
伊塞勒的OSM定位图

伊塞勒的时区为UTC+01:00、UTC+02:00（夏令时）。

## 行政
伊塞勒的邮政编码为11400，INSEE市镇编码为11175。

## 政治
伊塞勒所属的省级选区为绍里安盆地县。

## 人口

1962-2008年间伊塞勒人口变化图示

伊塞勒于2022年1月1日时的人口数量为484人。